# All Saints Church (Ulcombe)
Koordinaten: 51° 13′ 2,1″ N, 0° 38′ 33,8″ O

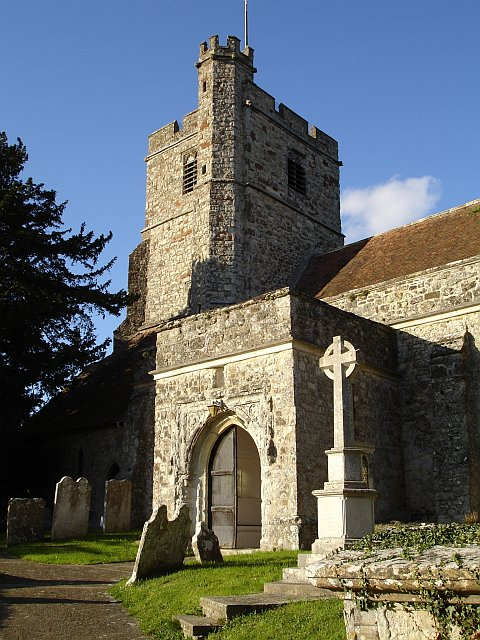
Die All Saints Church ist die Pfarrkirche von Ulcombe, Kent.

Die All Saints Church ist eine anglikanische Pfarrkirche in Ulcombe im Borough of Maidstone in der Grafschaft Kent. Ihre Anfänge gehen zurück auf das 12. Jahrhundert, und heute ist das Bauwerk im Grade I in die Statutory List of Buildings of Special Architectural or Historic Interest eingetragen.

## Bauwerk
Der Bau der Kirche begann im 12. Jahrhundert, in den folgenden drei Jahrhunderten erfolgten Veränderungen des Bauwerkes. In den Jahren 1956–63 wurde das Bauwerk im Inneren verändert und in den 1980er Jahren renoviert. Die Konstruktion der Kirche besteht uneinheitlich aus Mauerwerk und Bruchsteinen, das Dach von Kirchenschiff und Altarraum ist mit einfachen Dachziegeln gedeckt.
An der Südseite des Kirchenschiffs verläuft im 13. Jahrhundert entstandener Gang, am östlichen Ende der Nordseite liegt eine Kapelle. Weitere Kapellen befinden sich nördlich und südlich des Altarraumes.

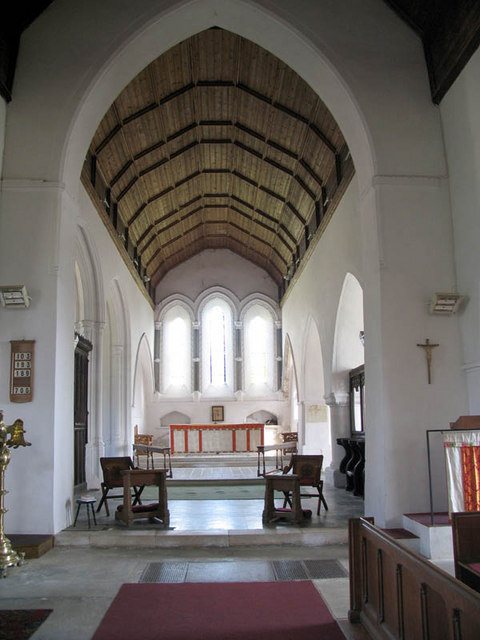
Chor

Einem Fenster aus dem 14. Jahrhundert auf der linken Seite des Kirchenportals liegt eines auf der rechten Seite davon aus dem 19. Jahrhundert gegenüber. Das Vorhalle selbst entstand im 15. Jahrhundert und der innere Torbogen möglicherweise im 14. Jahrhundert. Die Wand wird durch drei Strebepfeiler verstärkt. Die Kapelle an der Südseite des Chors wurde im 12. Jahrhundert gebaut, und die beiden Fenster auf der Südseite mit den jeweils drei Öffnungen wurden im 19. Jahrhundert hinzugefügt. Ähnlich ausgeführt ist das Fenster auf der Ostseite der Kapelle.

### Turm
Der aus dem 15. Jahrhundert stammende dreistöckige Kirchturm sitzt auf einer Plinthe; der Turm ist oberhalb einer Mauerreihe mit Wasserspeiern und einer mit Zinnen versehenen Brüstung ausgestattet. Ein hohes Türmchen mit Treppe steht an der südöstlichen Ecke. Die Öffnungen beiderseits des Glockenstuhls im dritten Stock sind an der Oberkante als Vierpass ausgeformt. Im zweiten Stock befindet sich an den drei nach außen gerichteten Seiten je eine Fensteröffnung mit Vierpass an den Oberkanten. Das Fenster über dem Westeingang der Kirche hat drei Öffnungen und ist mit Maßwerk versehen. An die Südseite grenzt die im 19. Jahrhundert oder später aus Bruchsteinen gemauerte Sakristei, deren Halbdach an das Schiff gelehnt ist. In diesen Anbau ist ein aus dem Mittelalter stammendes versetztes Fenster eingebaut; er hat außerdem einen Eingang aus dem 19. Jahrhundert und ein Fenster an der Südseite.

### Inneres
In die nördliche Mauer des Kirchenschiffes sind zwei Fenster mit jeweils zwei Öffnungen und eine Tordurchgang dazwischen eingelassen. Die Kapelle an der Nordseite entstand Ende des 13. Jahrhunderts und bildet mit der Ende des 15. oder zu Beginn des 16. Jahrhunderts gebauten Kapelle an der Nordseite des Chors eine durchgehende Fassade. Die beiden Außenecken der Kapelle haben diagonal angesetzte Strebepfeiler. Das nach Osten gerichtete Fenster der Chorkapelle hat drei Öffnungen und verfügt über ein Maßwerk und nach Norden zwei Fenster mit drei Öffnungen und eines mit zwei Öffnungen. In den Wänden der Kapelle des Kirchenschiffes nach Norden und Westen befinden sich Fenster mit drei Öffnungen. Die Giebelseite der Chor nach Osten wird an den Außenecken ebenfalls von Strebepfeilern gestützt. Ihr südliches Fenster stammt aus dem frühen 14. Jahrhundert und die drei Öffnungen sind in Bethersden Marble gefasst. Ebenfalls aus dem 14. Jahrhundert stammt das Fenster nach Norden. Das im 13. Jahrhundert entstandene Ostfenster des Chors besteht aus drei getrennten Öffnungen, von denen die mittlere höher ist, als die beiden anderen.
Im Innern ist das Schiff von dem südlichen Gang durch eine Reihe spitzer Bögen mit drei Jochen aus dem 13. Jahrhundert getrennt. Diese münden in rechteckige Pfeiler. Der Bogen zur nördlichen Kapelle ist ähnlich beschaffen. Der Altarraum ist auf jeder Seite durch zwei Torbögen von den anhängenden Kapellen getrennt. Die Bögen an der Südseite stammen aus dem 13. Jahrhundert, eine Säule allerdings aus dem 12. Jahrhundert. Der Altarraum wurde im 13. Jahrhundert errichtet, möglicherweise auf Grundmauern aus dem 12. Jahrhundert. Der Bogen zum Turm stammt aus dem 15. Jahrhundert, ebenso der Bogen zwischen dem südlichen Gang und der Kapelle an der Südseite. Das Schindeldach der nördlichen Chorkapelle stammt aus dem frühen 16. Jahrhundert, der Rest der Kirche ist mit Dachziegeln des 19. Jahrhunderts gedeckt.
In der südlichen Wand der Südkapelle ist ein Piscina aus dem 13. Jahrhundert eingelassen. Das östliche Ende des Chors weist zwei Armarien auf. Im jeweils westlichen Torbogen im Altarraum trennt je ein reich geschnitzter „parclose screen“ (eine lettnerähnliche hölzerne Trennwand) den Chor von den dahinterliegenden Kapellen ab. Die nördliche dieser Schranken wurde Ende des 15. oder zu Beginn des 16. Jahrhunderts angefertigt und ist im unteren Teil mit gotischem Faltwerk versehen. Die Schranke an der Südseite entstand im 15. Jahrhundert und zeigt im oberen Bereich sieben fensterartige Öffnungen mit Fünfpass und darunter Kirchenstühle mit drei geschnitzten Miserikordien. Die Wände sind an verschiedenen Stellen mit Wandmalereien versehen, darunter auch eine Darstellung des den Teufel besiegenden Erzengels Michael, mehrere Darstellungen der Kreuzigung und die Darstellung des reichen Mannes und des armen Lazarus. Das Nordfenster des Chors trägt eine Grisaille-Glasmalerei, das Ostfenster der nördlichen Chrokapelle eine zu Ehren der Familie St Leger gefertigte Glasmalerei.

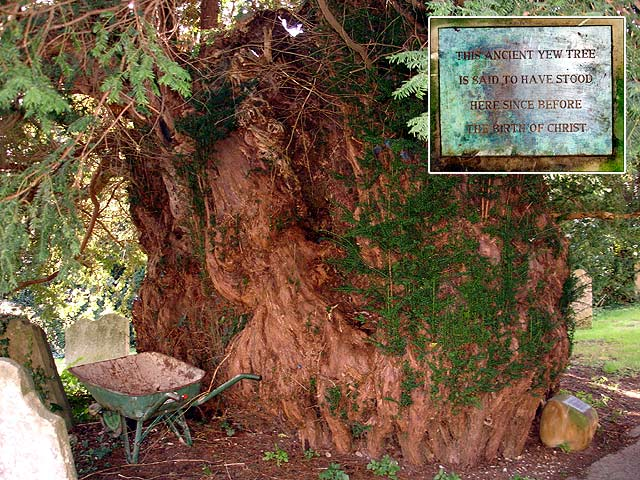
Tafel an der Eibe auf dem Kirchhof mit Altersangabe von 2000 Jahren.

Innerhalb des Kirchenbaus befinden sich Grabplatten und Brassen von Sir William Maydeston († 1419), Randulph Sentleger († 1470) und dessen Frau Anne, Sir Francis Clerke († 1685, MP für den Wahlkreis Rochester), Francis Clerke († 1691, ebenfalls MP für Rochester), William Belcher († 1709), Samuel Belcher († 1760), weitere zwischen 1739 und 1819 gestorbene Mitglieder der Familie Belcher, Walter Butler, 1. Marquess of Ormonde († 1820) und Lady Sarah Wandesforde († 1838). Eine unbeschriftete Brasse ist möglicherweise John St Ledger († 1442) gewidmet.

### Kirchhof
Auf dem Kirchhof liegt ein im Grade II gelistetes Tischgrab aus der Mitte des 18. Jahrhunderts. Außerdem stehen mehrere uralte Eiben auf diesem Friedhof, von denen eine über 2000 Jahre alt sein soll.

## Belege
1. 1 2 3 4 5 6 7  Church of All Saints [1060850]. In: National Heritage List for England. Historic England, abgerufen am 28. Februar 2013 (englisch).
2. 1 2  All Saints Church, Ulcombe, Kent. In: Culpeper Connections. Archiviert vom Original am 13. Februar 2012; abgerufen am 4. März 2013 (englisch).
3. ↑  Table tomb to John Earl about 4 metres south of Church of All Saints [1060851]. In: National Heritage List for England. Historic England, abgerufen am 4. März 2013 (englisch).